# Racing Club de Bobo
Actualités
Le Racing Club de Bobo est un club burkinabé de football basé à Bobo-Dioulasso, fondé en 1949.

## Palmarès
- Championnat du Burkina Faso  (4)
  - Champion : 1972, 1996, 1997, 2015

- Coupe du Burkina Faso (7)
  - Vainqueur : 1961, 1962, 1984, 1987, 1995, 2007, 2014
  - Finaliste : 1994, 2006, 2010

- Supercoupe du Burkina Faso (1)
  - Vainqueur : 2014

## Anciens joueurs
Mamadou Zongo dit Bebeto
Boureima Zongo
Ousmane Sanou
Firmin Sanou